# Szotte

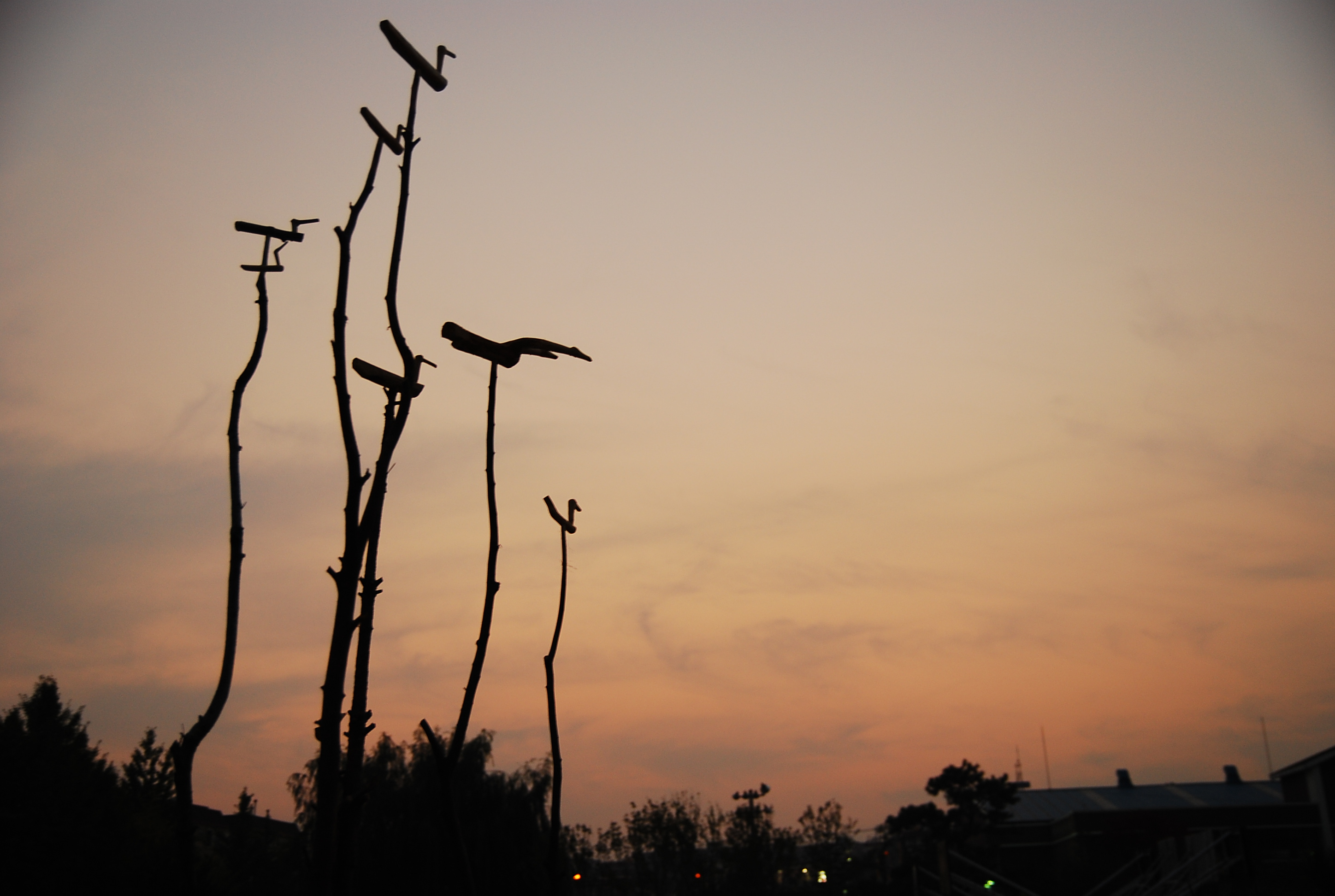
Szotte (Sotdae) oszlop

A szotte (hangul:  솟대, RR:  sotdae; szent oszlop) egy koreai népi valláshoz kapcsolódó építmény; magas, fából vagy kőből készült oszlop, melynek tetején madáralak ül és a falvak határánál állítják őket. A szotte (sotdae) hagyományos szerepe a falu védelmezése tűzvész, aszály, betegségek és egyéb csapások ellen, valamint az emberi világ és az ég, vagyis a szellemek világa közötti összekötő funkciót is betölt. Általában magukban vagy a csangszung (jangseung) (장승, faluvédelmező szobor) szobrok mellett állítják fel őket.
A szotte (sotdae) egyéb elnevezései: szuszalde (susaldae) (수살대, faluőrző oszlop), oritte (oritdae) (오릿대, kacsa-oszlop), csimde (jimdae) (짐대, rúd/pózna), hvadzsu (hwaju) (화주, ünnepi oszlop), csinttobegi (jinttobaegi) (진또백이, hosszú oszlop) stb.

## Kinézete, anyaga
A szotte (sotdae) oszlop magassága falvanként eltérő lehet. Puszan (Busan) egyes falvaiban az oszlop magassága egy-két méter, de általában az oszlop három méter vagy annál is magasabb. Abban az esetben, ha a csangszung (jangseung) szobrok mellé építik, törekednek rá, hogy magasabb legyen, mint a csangszung (jangseung). Az oszlopokhoz általában a koreai félszigeten elterjedt japán erdeifenyő, más néven vöröskérgű fenyő (pinus densiflora) hosszú, egyenes ágait használják.
A szotte (sotdae) oszlop tetején található madáralak általában fából készül, ritkábban pedig vasból vagy kőből is. A fa madárfigurát vagy y formájú faágakból készítik vagy faragják a formát. A madáralakra általában kacsaként utalnak, de egyes területeken ezen kívül vadliba, sirály, íbisz, gém, szarka és varjú is lehet. Az olyan vízimadarak ábrázolásával, mint a kacsa, a gazdálkodáshoz szükséges bőséges vízért, és a tűz, valamint árvíz elleni védelemért imádkoznak.
Egy oszlopon általában egy-három madáralak található. Abban az esetben, ha egy oszlopon három madár ül, előfordul, hogy mind a három madár észak felé néz, míg más esetekben az egyik keletre, a másik délre, a harmadik pedig északra néz. Ha két madáralak van egy oszlopon, előfordulhat, hogy egymás felé nézve helyezik el őket, és az is, hogy egy, közös irányba nézve ülnek. Továbbá, ha több madáralak van egy oszlopon, lehetséges az is, hogy mindegyik ugyanarra néz, míg más esetekben az egyik a falu felé fordul, a másik pedig a faluval ellentétes irányba néz. Ezeknek az elhelyezéseknek különféle jelentése lehet, a madár alakjától, a fej irányától és a madarak számától függően.
Egyes falvakban ezeket a szent oszlopokat a falusi rituálék megtartása körüli időben, évente újraállítják, míg más falvakban akkor állítanak új oszlopokat, ha a meglévők eltörtek, valamint szökőévben. A kőből vagy vasból készült szotte (sotdae) sokkal tartósabb, ezért ezekben a falvakban csak négy-öt évente vagy még ritkábban készítenek újat.  
Azokban a falvakban, ahol fa alapanyagot használnak, az új szotte (sotdae) készítését általában ünnepnapok reggelén kezdik el és délután fejezik be. Az új szotte (sotdae) készítésekor gyakran csak a kérget hámozzák le a faágról, azonban egyes falvakban szénnel és vörös agyaggal spirális mintát rajzolnak az oszlopra, mellyel az égbe emelkedő sárga és fekete sárkányokat  jelenítik meg.

## Típusai[2]
Háromféle típust lehet megkülönböztetni a felállítás céljától függően, ebből két típus szorosan kötődik a koreai népi valláshoz.
Az első típus a közönséges szotte (sotdae), mely építése által a falu védelméért, jó termésért és bőséges fogásért imádkoznak.
A következő típus a kínai fengsuj koreai változatához, a phungszu (pungsu)hoz kapcsolódik. A phungszu (pungsu) alapvető fontosságúnak tartja a házak, épületek, falvak, városok stb. földrajzi elhelyezkedés; a jó elhelyezkedésű, ezáltal jó energiájú helyekre érdemes építeni, viszont a rossz elhelyezkedésű, vagyis rossz energiájú helyekre építeni balszerencsét hoz. Ehhez használták mesterséges segítségként a szotte (sotdae) ezen típusát, amelynek az volt a funkciója, hogy a szükséges pontokon kiegyenlítse az energiákat a jó phungszu (pungsu) megteremtésének érdekében.
A szotte (sotdae) harmadik típusa az előzőktől eltérően a sikeres állami hivatalnoki vizsgák megünneplésére épült.

## Szottedzse(Sotdaeje)
A faluvédelmező szotte (sotdae) tiszteletére a falu lakossága szertartást is tartott, melynek neve szottedzse (sotdaeje) (hangul: 솟대제, hanja: 索苏竿祭).